# Липине
Липине́ — село в Україні, у Звягельському районі Житомирської області. Населення становить 110 осіб.

## Історія
В 1906 році — Липино, село Городницької волості Новоград-Волинського повіту Волинської губернії. Відстань від повітового міста 49 верст, від волості 14. Дворів 35, мешканців 211.
У 1927—54 роках — адміністративний центр Липинської сільської ради Городницького району.